# Svän Grandin
Sven (Svän) Fritiov Teodor Grandin, född 1906 i Borås, död 1982, var en svensk konstnär
Grandin arbetade först som textilarbetare och sjöman innan han övergick till konsten. Grandin var autodidakt och studerande under resor till Paris 1938-1939 och 1946. Han debuterade i en utställning med Borås och Sjuhäradsbygdens konstförenings Höstsalong 1936 och kom därefter att medverka i ett flertal separat- och samlingsutställningar i Stockholm, Göteborg och Skara. Hans konst består av blomsterstilleben, figurmotiv och landskap. Grandin är representerad vid Borås konstmuseum.